# Ďurková (Nízké Tatry)
Ďurková je rozsáhlý holý vrchol o nadmořské výšce 1750 m v západní části Ďumbierských Tater.
Nachází se v hlavním hřebeni pohoří, mezi Chabencem a Zámostskou holí, nad osadami Železnô a Magurka. Na jihovýchodních svazích se nad pásmem kosodřeviny nachází horská chata Útulna Ďurková, využívaná jako nocležiště nebo pro občerstvení během náročné hřebenového pěšího putování.

## Přístup
- po  značce (turistická magistrála Cesta hrdinů SNP) po hřebeni:
  - z východu od Chabence ({1955 m)
  - ze západu ze Zámostské hole (1612 m)
- po  značce z Magurky